# Ludovic I, Duce de Orléans
Ludovic I (n. 13 martie 1372, Paris, Regatul Franței – d. 23 noiembrie 1407, Le Marais⁠(d), Paris, Regatul Franței) a fost Duce de Orléans din 1392 până la moartea sa. De asemenea a fost Conte de Valois, Duce de Touraine (1386–1392), Conte de Blois (1397–1407), Conte de Angoulême (1404–1407), Périgord, Dreux și Soissons.
Ludovic a fost al doilea fiu al regelui Carol al V-lea al Franței și al Ioanei de Bourbon și fratele mai mic al regelui Carol al VI-lea.

## Succesiunea în Ungaria, Polonia și Neapole
În 1374, Ludovic a fost logodit cu Catherine, moștenitoare prezumtivă la tronul Ungariei. Deoarece tatăl Catherinei, Ludovic I al Ungariei, nu avea fii, era de așteptat ca Ludovic și Catherine să domnească fie peste Ungaria fie peste Polonia. De asemenea, Ludovic al Ungariei plănuise să le lase și coroana Neapole și comitatul Provence. Totuși, Catherine a murit în 1378 iar negocierile căsătoriei s-au oprit.
În 1384, Elisabeta a Bosniei a început negocierile cu tatăl lui Ludovic în legătură cu posibilitatea ca Ludovic să se căsătorească cu fiica ei, Maria, în ciuda angajamentului dintre Maria și Sigismund de Luxemburg. Papa Clement al VII-lea a emis o dispensă care a anulat logodna dintre Maria și Sigismund și în aprilie 1385 a avut loc o căsătorie prin procură între Ludovic și Maria.

Căsătoria nu a fost recunoscută de nobilii unguri care au aderat la Papa Urban al VI-lea. Patru luni mai târziu, Sigismund a invadat Ungaria și s-a căsătorit cu Maria, lucru care a distrus șansele lui Ludovic de a domni ca rege al Ungariei.

## Familie
În 1389, Ludovic s-a căsătorit cu Valentina Visconti, fiica lui Gian Galeazzo, Duce de Milano, cu care a avut următorii copii:
- o fiică (1390)
- Ludovic (1391–1395)
- un fiu (1392)
- John Philip (1393)
- Carol, Duce de Orléans (1394–1465), tatăl regelui Ludovic al XII-lea al Franței
- Filip (1396–1420), Conte de Vertus
- Ioan, Conte de Angoulême (1404–1467), bunicul regelui Francisc I al Franței
- Maria (1401)
- Margareta (1406–1466), Contesă de Vertus, căsătorită în 1423 cu Richard de Bretania, Conte de Étampes. Fiul lor a fost Francisc al II-lea, Duce de Bretania.

Fiul său nelegitim cu Mariette d'Enghien a fost "Jean Levieux Valois des Orléans" mai bine cunoscut ca Jean de Dunois (1402–1468). Jean este strămoșul Ducilor de Longueville.